# 铁心桥街道
铁心桥街道是中国江苏省南京市雨花台区所辖的一个街道，沿南京市主干道中山南路向南，出中华门4公里即可到达，总面积约24平方公里，人口14万。

## 行政区划
铁心桥街道下辖以下地区：
景明佳园第一社区、春江新城第一社区、景明佳园第二社区、景明佳园第三社区、春江新城第二社区、春江新城第三社区、春江新城第四社区、铁心社区、定坊社区、尹西社区、马家店社区、高家库村社区、尹西村、铁心村、马家店村、高家库村和定坊村。